# Danica Guberinič
Danica Nana Guberinič (Domžale, 15 giugno 1955) è un'ex cestista jugoslava.

## Carriera
Con la Jugoslavia ha disputato i Campionati europei del 1978.